# Echinomastus unguispinus
Echinomastus unguispinus es una especie de plantas fanerógamas de a la familia Cactaceae. Se distribuyen por Norteamérica.

## Descripción
Es una planta solitaria, con tallo  esférico y ligeramente cilíndrico, densamente espinosa, con los tallos azules y verdes que pueden alcanzar de 7 a 11 centímetros de altura y de 8 a 14 centímetros de diámetro. Tiene 18-21 costillas. Las 3-9 espinas centrales son de color blanco a oscuro y de 1,5 a 3,5 centímetros de largo. Los 15 a 30 dientes marginales blanquecinos se vuelven grises con la edad, tienen de 1,5 a 3,3 milímetros de largo. Las flores en forma de embudo, de color rojo parduzco y de 2,5 cm de diámetro. El fruto es seco de color ocre y son alargados y esféricos de 9 milímetros de largo.

## Distribución
Echinomastus unguispinus se encuentra en los estados mexicanos de Chihuahua, Coahuila, Durango, Zacatecas y San Luis Potosí.

## Taxonomía
Echinocactus unguispinus fue descrita por (Engelm.) Britton & Rose y publicado en The Cactaceae; descriptions and illustrations of plants of the cactus family 3: 150, en el año 1922.
Etimología
Echinomastus: nombre genérico que proviene de las palabras griegas: "έχίνος" (echinos) de "erizos" y "μαοτός" (mastos) para el "pecho". Se refiere a las verrugas espinosas del cuerpo de la planta.
unguispinus: epíteto latino que significa "espinas como garras".
Sinonimia
| - Echinomastus unguispinus var. durangensis - Echinocactus trollietii - Echinomastus mapimiensis - Echinomastus unguispinus var. laui - Echinocactus unguispinus - Echinomastus laui - Sclerocactus unguispinus var. durangensis - Neolloydia durangensis - Thelocactus durangensis - Echinomastus durangensis - Echinocactus durangensis - Sclerocactus unguispinus - Pediocactus unguispinus - Thelocactus unguispinus - Neolloydia unguispina |